# Assumpta Farran i Poca
Assumpta Farran i Poca (Barcelona, 1968) és una física catalana, directora de l'Institut Català d'Energia des de 2016. Llicenciada en Ciències Físiques en l'especialitat de Física de l'Atmosfera i Geofísica per la Universitat de Barcelona, té formació en energies renovables, mercat únic europeu de l'energia, pool elèctric i comerç europeu d'emissions de CO2, entre d'altres. En l'àmbit de la gestió pública, ha participat en els programes de formació en Direcció Estratègica i Gestió de la col·laboració públicoprivada (ESADE) i d'Innovació i Lideratge a la Gestió Pública (IESE).
Des de l'any 2011 i fins al 2016 ha estat directora general de Qualitat Ambiental de la Conselleria de Territori i Sostenibilitat on ha liderat l'aprovació i desenvolupament del Pla d'Actuació per a la Millora de la Qualitat de l'Aire a la Conurbació de Barcelona, ha impulsat la redacció i aprovació de la fiscalitat ambiental per emissions atmosfèriques contaminants a l'àmbit de la indústria i l'aviació comercial així com la introducció de descomptes per a vehicles nets en els peatges de la xarxa viària de la Generalitat on, en destaca la gratuïtat dels vehicles elèctrics com a eina fiscal per al seu desenvolupament.
Des de l'any 1993 i fins al gener del 2011, va desenvolupar la seva carrera professional de forma compartida en l'àmbit tècnic de l'energia i del medi ambient. El període 93-98 a la Conselleria de Medi Ambient i en el període 98-2010 a l'Institut Català d'Energia.
Casada amb en Pere Macias Arau